# V Krajowe Zawody Balonów Wolnych o Puchar im. płk. Aleksandra Wańkowicza
V Krajowe Zawody Balonów Wolnych o Puchar im. płk. Aleksandra Wańkowicza – zawody balonowe zorganizowane 27 września 1931 roku w Warszawie.

## Historia
Zawody zorganizował Komitet Stołeczny LOPP i Departament Aeronautyki. Start balonów na lotnisku mokotowskim miał miejsce o 11.30 w niedzielę 27 września 1931 roku. Piloci zostali wylosowani (oprócz Władysława Pomaskiego, który wygrał rok wcześniej) następnie dobrali sobie obserwatorów. Balony zostały przydzielone załogom drogą losowania. Balony o pojemności 1200 m³ napełniono gazem świetlnym, a pozostałe wodorem. Napełnianie trwało około 2 godziny, balony startowały od 11.30 w pięciominutowych odstępach. Balony startowały w następującej kolejności: Gdynia, Wilno, Kraków, Poznań, Lwów, Warszawa, Jabłonna i Gniezno. 
Start balonów miała możliwość obserwować delegacja estońskiej Ligi Obrony Powietrznej Państwa, która 26 września przyjechała do Warszawy na zaproszenie LOPP.  
Balony poleciały na wschód w kierunku Lublina. Na wysokości 2000 metrów zaskoczyła załogi śnieżyca, która pokryła powłoki balonów śniegiem.

## Wyniki
Komisja sędziowska, której przewodniczył płk Hilary Grabowski w składzie: mjr Stanisław Mazurek, kpt. Leon Czerski i redaktor Jerzy Osiński, obradowała w dniu 1 października 1931 roku. Po zapoznaniu się ze sprawozdaniami załóg balonów, barogramami lotów i poświadczeniami władz o miejscu lądowania ustaliła kolejność miejsc zajętych przez poszczególne załogi. Było to szczególnie ważne w przypadku załóg dwóch balonów: Kraków i Lwów, które miały podobna odległość. Przy przyznawaniu pierwszego miejsca pod uwagę wzięto czas lotu, ilość balastu i prawidłowość barogramek.
| Zajęte miejsce | Nazwa balonu    | Załoga pilot pomocnik pilota                    | w km | Miejsce lądowania        |
| -------------- | --------------- | ----------------------------------------------- | ---- | ------------------------ |
| 1.             | Kraków 750m³    | por. Władysław Pomaski por. Antoni Stencel      | 325  |                          |
| 2.             | Lwów 750m³      | kpt. Edmund Słoniewski por. Rudolf Marcinkowski |      | Ostrowie koło Krasnopola |
| 3.             | Poznań 750 m³   | por. Jan Bloch por. Tadeusz Domaradzki          |      |                          |
| 4.             | Warszawa 750m³  | por. Antoni Janusz por. Kazimierz Mensch        |      | Śniatyń                  |
| 5.             | Jabłonna 750 m³ | por. Tadeusz Kasprzycki por. Gustaw Mogulski    |      |                          |
| 6.             | Gniezno 400 m³  | por. Jan Zakrzewski                             |      | Mircz koło Sokala        |
| 7.             | Wilno 1200 m³   | por. Franciszek Hynek por. Zbigniew Burzyński   |      | Złojec                   |
| 8.             | Gdynia 1200 m³  | kpt. Konstanty Piotrowicz por. Jerzy Kowalski   |      | Lublin                   |

## Nagrody
Puchar przechodni zdobył po raz drugi porucznik Władysław Pomaski. Dodatkowo przyznano nagrody ufundowane przez Departament Aeronautyki Ministerstwa Spraw Wojskowych: złoty zegarek porucznikowi Pomaskiemu, aparat fotograficzny porucznikowi Stencelowi, neseser porucznikowi Słoniewskiemu, srebrna papierośnicę porucznikowi Marcinowskiemu, statuetkę w brązie otrzymał porucznik Bloch, a srebrny zegarek porucznik Domaradzki. Cztery nagrody ufundowane przez Komitet Stołeczni LOPP podzielono pomiędzy załogi balonu Kraków i (jako nagrodę pocieszenia) Warszawa.